# Parola (Maharashtra)
Parola es una ciudad y  municipio situada en el distrito de Jalgaon en el estado de Maharashtra (India). Su población es de 37666 habitantes (2011). Se encuentra a 359 km de Bombay.

## Demografía
Según el censo de 2011 la población de Parola era de 37666 habitantes, de los cuales 19552 eran hombres y 18114 eran mujeres. Parola tiene una tasa media de alfabetización del 84,74%, superior a la media estatal del 82,34%: la alfabetización masculina es del 90,27%, y la alfabetización femenina del 78,88%.